# Diapterus
Diapterus és un gènere de peixos pertanyent a la família dels gerrèids.

## Descripció
- Cos comprimit i sense franges negres longitudinals.
- Dents punxegudes.
- La segona espina de l'aleta dorsal és més llarga que la distància entre la punta del musell i la part posterior de l'ull.
- Preopercle finament serrat.

## Distribució geogràfica
Es troba al Nou Món (tant a l'Atlàntic com al Pacífic).

## Taxonomia
- Diapterus auratus (Ranzani, 1842)[5]
- Diapterus aureolus (Jordan & Gilbert, 1882)[6]
- Diapterus brevirostris (Sauvage, 1879)
- Diapterus peruvianus (Cuvier, 1830)[7]
- Diapterus rhombeus (Cuvier, 1829)[8][9][10][11][12][13][14][15][16]